# Aron ha-kodeš

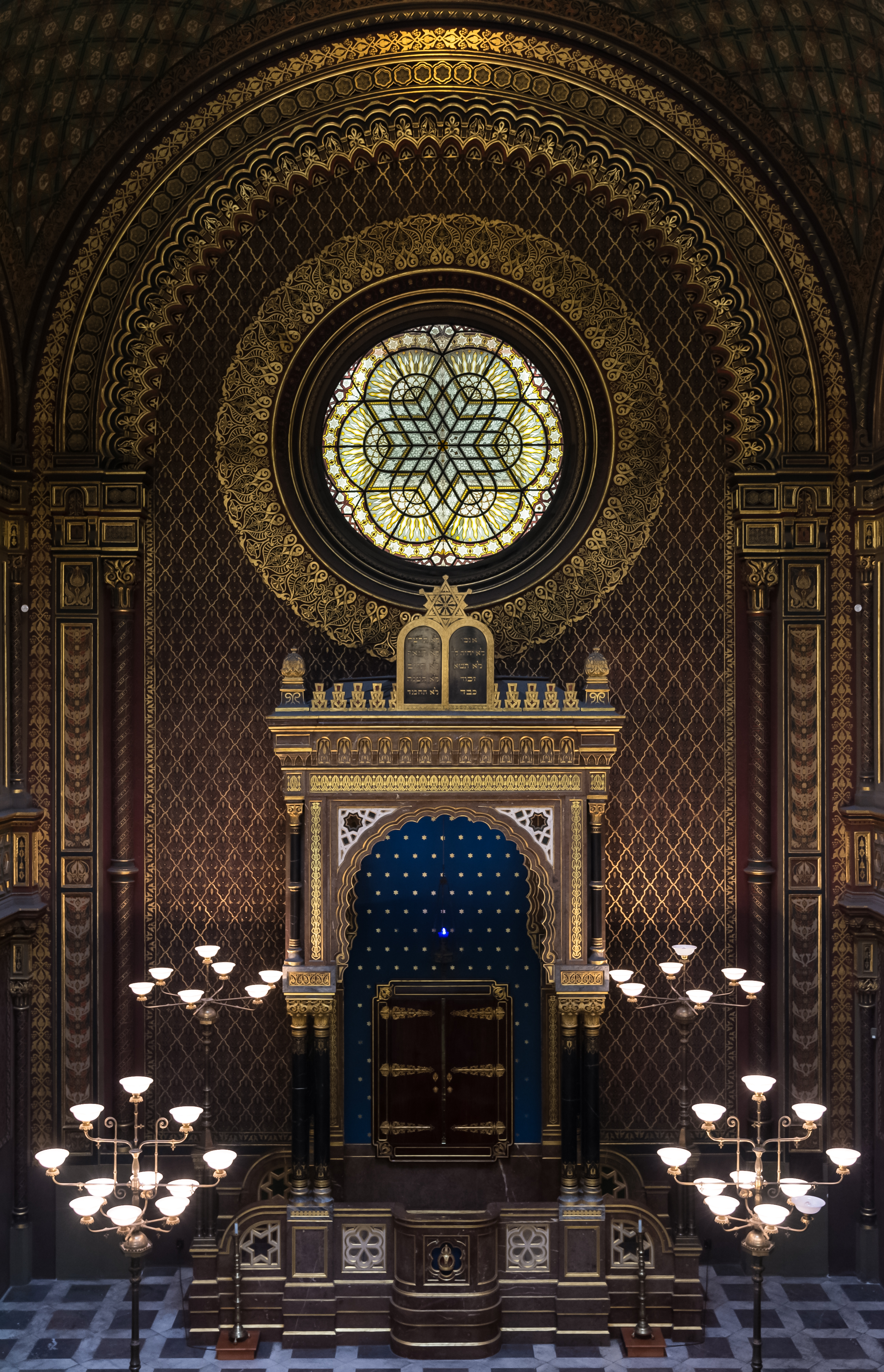
Aron ha-kodeš ve Španělské synagoze v Praze

Aron ha-kodeš (hebrejsky אֲרוֹן הַקֹּדֶשׁ‎, doslovně Svatá schrána, svatostánek) je schrána nalézající se v synagoze u stěny orientované směrem k Izraeli, respektive k Jeruzalému. Je různě (často velmi bohatě) zdoben a ve svých útrobách ukrývá svitky Tóry. Aron ha-kodeš je název užívaný v aškenázském kulturním prostředí, v sefardských synagogách se nazývá היכל‎, hechal (svatyně, palác).

## Původ
Aron ha-kodeš má svůj předobraz[zdroj?] v biblické Arše úmluvy, hebrejsky nazývané ארון הברית‎ (aron ha-brit) nebo též „schrána svědectví“ (ארון העדות‎, aron ha-edut) a „truhla z akáciového dřeva“ (ארון עצי שיטים‎, aron acej šitim). Tato schrána byla uložena v nejsvětější svatyni (קדש הקדשים‎) ve stanu setkávání (אוהל מועד‎, ohel mo'ed), později pak v jeruzalémském chrámu.
Aron ha-kodeš nacházíme již ve velmi starých synagogách, ačkoli se někteří archeologové domnívají, že v některých synagogách výklenek nesloužil k uložení Tóry, ale k ukázání směru modlitby (podobně jako výklenek mihráb v mešitě).[zdroj?]

## Struktura a typy

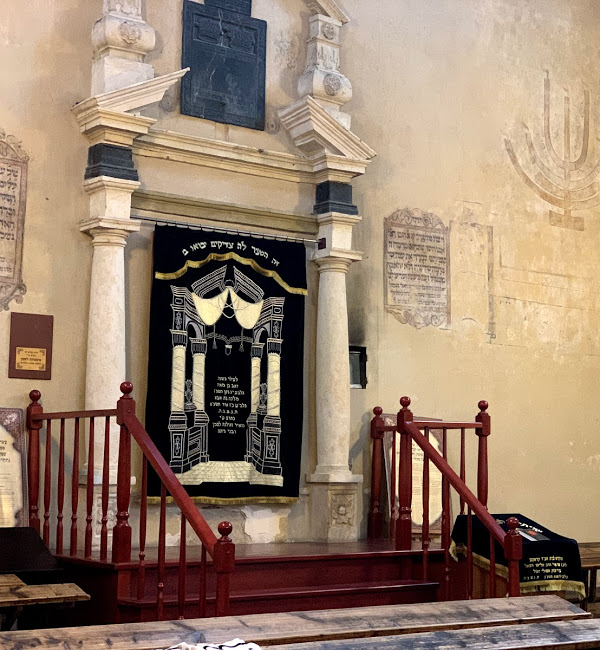
Aron ha-kodeš v Izaakově synagoze v polském Krakově

Vzhled a struktura aronu má svůj základ právě v Jeruzalémském chrámě. Aron je často umístěn na vyvýšeném místě a musí se k němu vystupovat po schodech - stejně jako do Chrámu. Po stranách stojí dva sloupy jako symbol sloupů Jachin a Bo'az vztyčených Šalamounem u vstupu do Chrámu.
Nad svatostánkem je zavěšeno Věčné světlo (נר תמיד‎, ner tamid), které připomíná Menoru, která neustále hořela v Chrámu. Pokud věčné světlo svítí, znamená to, že synagoga je v aktivním užívání a svatostánek slouží svému účelu.
Svatostánek zakrývá opona (stejně jako tomu bylo u stanu setkávání a v chrámové svatyni, kde opona oddělovala nejsvětější svatyni od svatyně, hebrejsky היכל‎ hechal), která se nazývá parochet (פרוכת‎). Parochet bývá většinou bohatě zdobený, častým tématem bývá vyobrazení koruny, která symbolizuje korunu Tóry jakožto korunu nejvyššího vědění (כתר תורה‎, keter Tora). V aškenázských synagogách je parochet vně vlastní schrány, v sefardských bývá uvnitř. Kromě parochetu bývá někdy součástí opony také kaporet, menší a mnohem kratší závěs, který je zavěšen před parochetem. Kaporet je rovněž zdoben, často výjevy symbolizujícími chrámovou bohoslužbu – menora, oltář, předkladné chleby, Áronův štít apod. Parochet se sundavá během smutku na Tiš'a be-av na památku zničení Chrámu.
Uvnitř svatostánku je vlastní schrána, kde jsou uloženy svitky Tóry. Svitek může být jeden, nejčastěji jsou dva, ale může jich být i velké množství. Pokud je při bohoslužbě svatostánek otevřen, celá obec stojí.